# Burgruine Twimberg
Die Burgruine Twimberg ist die Ruine einer Höhenburg über dem Ort Twimberg in der Gemeinde Bad St. Leonhard. Die ehemalige Zwingburg wurde in beherrschender Stelle an der Talmündung des Waldensteiner Grabens in das an dieser Stelle enge Lavanttal errichtet.

## Geschichte
Um 931 wurde die Burg und das umliegende Gebiet dem Erzbistum Salzburg geschenkt. Zwischen 1326 und 1329 verkaufte der Lehensnehmer Hadneid von Weissenegg die Burg an Bischof Dietrich von Lavant. Hadneid von Weissenegg erbaute die etwas höher gelegene Feste Pirkenstein, ein heute kaum mehr feststellbares Vorwerk von Twimberg. Unter Bischof Dietrich von Lavant wurde der Bergfried und eine Neuanlage des Berings errichtet. In der Zeit Bischof Roth von Lavant (1468–1482) erfolgte der Bau der Vorburg mit neuer Toranlage, des Zwingers sowie des Osttrakts und der Küche. Von 1481 bis 1490 besetzten ungarische Truppen die Burg. 1569 wurde die verfallende Anlage nochmals erneuert. Ab der Mitte des 17. Jahrhunderts verfiel die Burg.

## Baubeschreibung
Die Burg ist eine große, annähernd quadratische Anlage des 14. Bis 16. Jahrhunderts. Die Hauptburg im Südosten und die ausgedehnte Vorburg sind von einem Bering umgeben. Die Hochburg stammt im Kern aus der ersten Hälfte des 12. Jahrhunderts. Vom Osttrakt des 14./15. Jahrhunderts sind Teile erhalten. Im Nordosten stehen die Reste des mächtigen, wahrscheinlich im 13. Jahrhundert errichteten Bergfrieds. Das südliche Vorwerk stammt aus dem 14. Jahrhundert. 300 Meter nordöstlich steht ein um 1320 erbauter und durch Halsgräben gesicherter Turm mit einer Seitenlänge von zwölf Metern, einer Mauerstärke von zwei Metern und einer Höhe von 14 Metern.